# 246841 Williamirace
246841 Williamirace este un asteroid din centura principală de asteroizi.

## Descriere
246841 Williamirace este un asteroid din centura principală de asteroizi. A fost descoperit pe 24 februarie 2010 în Statele Unite, în cadrul programului WISE. Asteroidul prezintă o orbită caracterizată de o semiaxă mare de 2,77 ua, o excentricitate de 0,17 și o înclinație de 2,9° în raport cu ecliptica.